# Inselbrücke Potsdam
Die Inselbrücke Potsdam ist eine Fuß- und Radwegbrücke über die Alte Fahrt der Havel in Potsdam.

## Geschichte

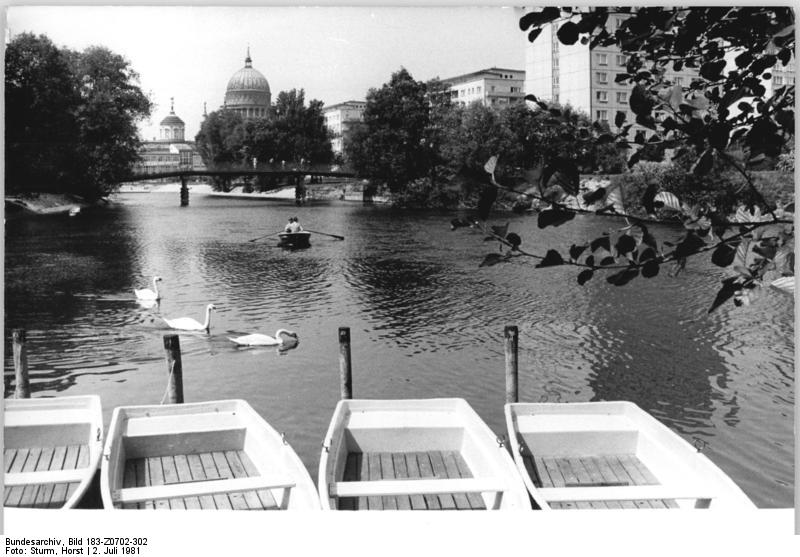
Alte Inselbrücke

Die Fuß- und Radwegbrücke verbindet den nördlichen Teil der Freundschaftsinsel über die Alte Fahrt der Havel mit der Burgstraße in einem älteren Stadtteil von Potsdam. Eine erste Fußgängerbrücke entstand genau an der Stelle 1965. Ende der 1990er Jahre wies sie erhebliche Schäden auf, und ihre Tragfähigkeit konnte nicht mehr gewährleistet werden. Mit der Vergabe der Bundesgartenschau an Potsdam 2001 und der daraus folgenden Umgestaltung der Freundschaftsinsel und der Verlegung der Zufahrt für die Wirtschaftsfahrzeuge war eine Befahrbarkeit der Brücke mit kleineren Bau- und Versorgungsfahrzeugen abzusichern. Ein Neubau wurde erforderlich. Die neue Brücke entstand als kombiniertes Bogen- und Balkentragwerk in Stahlverbundweise. Die im Mittelteil auf dem gelenkig gelagerten Bogen aufliegende Stahlbetonplatte wurde als Verbundkonstruktion ausgebildet. Sie wird bis in den Widerlagerbereich auf Stahlträgern geführt, die im oberen Widerlager eingespannt sind. Die Gestaltung der Widerlager wurde den vorhandenen schrägen Böschungen angepasst. Die Ausbildung der Gesimse in Verbindung mit dem Geländer der Brücke und den Quertraversen versuchen, die Leichtigkeit der Brücke trotz der Möglichkeit der Befahrbarkeit zu betonen. Die Unterseite der Stahlverbundplatte erhielt ein Edelstahltrapezprofilblech, das auch als Schalung diente. Die Gesamtlänge der Brücke beträgt 45,76 Meter. Die Lichte Weite zwischen den Geländern beträgt 4,60 Meter. Die Fahrbahnbreite zwischen den Bordsteinen aus Granit misst 3,50 Meter. Der beweglich gelagerte Brückenbogen hat eine Stützweite von 34 Meter, ein Längsgefälle von 6 Prozent und ein Quergefälle von 3 Prozent. Die Einweihung der neuen Brücke erfolgte am 7. Dezember 2000.

## Karten
- Folke Stender: Redaktion Sportschifffahrtskarten Binnen 1 Nautische Veröffentlichung Verlagsgesellschaft, ISBN 3-926376-10-4.
- W. Ciesla, H. Czesienski, W. Schlomm, K. Senzel, D. Weidner: Schiffahrtskarten der Binnenwasserstraßen der Deutschen Demokratischen Republik 1:10.000. Band 3, Herausgeber: Wasserstraßenaufsichtsamt der DDR. Berlin 1988. OCLC 830889996